# セルヒオ・ラモス
セルヒオ・ラモス・ガルシア（Sergio Ramos García, スペイン語発音: [ˈseɾxjo ˈramoz ɣaɾˈθi.a], 1986年3月30日 - ）は、スペイン・セビリア出身のサッカー選手。リーガMX・CFモンテレイ所属。元スペイン代表。ポジションはディフェンダー。
セビージャの下部組織出身。19歳から34歳まで所属したレアル・マドリードでは、計22タイトルを獲得。また、キャプテンとしてUEFAチャンピオンズリーグ3連覇などを成し遂げた。下部組織出身者以外で最も多くの試合に出場した選手である。スペイン代表では2010年のFIFAワールドカップ、2008年、2012年のUEFA欧州選手権で優勝を経験した。
UEFAチーム・オブ・ザ・イヤーでは、クリスティアーノ・ロナウド、リオネル・メッシの次に多く選出されており、フランス・フットボールが2020年に発表したバロンドール・ドリームチームでは、センターバックのポジションでフランツ・ベッケンバウアー、フランコ・バレージに次ぐ3位に選ばれた。

## クラブ経歴

### セビージャ
セビリアのカマスにて3人兄妹の次男として生まれる。幼少期には友人と共に近所の広場で木や石をゴールに見立ててサッカーをしていた。当時は闘牛士になる事を志していたが、母親に反対された事を機にサッカーに熱中するようになる。6歳でカマスのチームでスタートし、8歳で提携していたセビージャFCに入団した。
セビージャの下部組織ではヘスス・ナバスやアントニオ・プエルタらと一緒にプレーした。ベルント・シュスターに風貌が似ていたことから、少年時代には「シュスター」というあだ名があった。2004年2月、デポルティーボ・ラ・コルーニャ戦でトップチームデビューを果たし、その年の9月には初得点を記録した。2004-05シーズンには18歳ながら41試合に出場し、ドン・バロン・アワードのブレイクスルー選手に選ばれた。セビージャのトップチームに在籍したのはわずか2シーズンのみとなった。

### レアル・マドリード
2005年夏、スペインの10代選手としては最高記録となる2700万ユーロの移籍金でレアル・マドリードに移籍した。レアル・マドリードではフェルナンド・イエロの背番号4番を譲り受けた。2005年12月6日のリーグ・オリンピアコスFC戦で移籍後初得点を決めた。2005-06シーズンは主にセンターバックとしてプレーし、チーム事情によっては守備的ミッドフィールダーとして起用されることもあった。2006-07シーズンはファビオ・カンナヴァーロが加入したが、ポジションは守った。2007年夏にセンターバックのクリストフ・メッツェルダーとペペが加入した後はミチェル・サルガドに変わって右サイドバックとして起用された。
2008年5月4日、CAオサスナ戦の試合終了間際にゴンサロ・イグアインのゴールをアシストし、31度目のリーグタイトル獲得を決めた。レバンテUDとのリーグ最終戦では2得点を決め、リーグ戦の得点を5とした。2008年にはFIFAとUEFAの両方の年間ベストイレブンに選ばれ、2007-08シーズンにはFIFProのベストイレブンに選ばれた。バロンドール投票では21位にランクインした。2008-09シーズンのスーペルコパ・デ・エスパーニャ2ndレグでは2試合合計で同点となる貴重な得点を決め、タイトル獲得に貢献した。
2009-10シーズンはクラブの第4キャプテンを務め、ペペの負傷によりシーズンの大半をセンターバックとしてプレーした。2010年2月21日のビジャレアルCF戦でレアル・マドリード移籍後公式戦200試合出場・リーグ戦150試合出場を達成した。

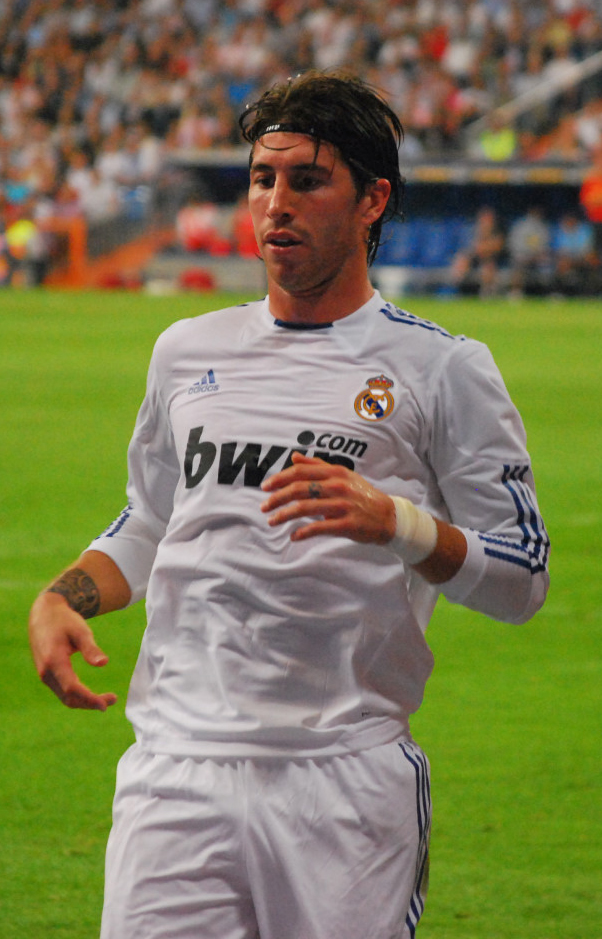
2010-11シーズンのラモス

2010-11シーズンは、ラウル・ゴンサレス、グティの退団により、副キャプテンを任されたが、当初からあまり調子が上がらず、2010年11月20日のアスレティック・ビルバオ戦で、クリスティアーノ・ロナウドからペナルティーキックを譲ってもらいシーズン初得点を決めた。11月23日のUEFAチャンピオンズリーググループリーグアヤックス戦では、4-0でリードした後半終了間際にシャビ・アロンソが遅延行為で退場した後、ラモスも同じようにして退場となった。この行為に関してUEFAの調査が入り、2万ユーロの罰金が科せられた。
2010年11月29日、カンプ・ノウで行われたFCバルセロナとのエル・クラシコでは、リオネル・メッシに対して激しいタックルを行い、その後抗議に来たカルレス・プジョルを突き飛ばして主審からレッドカードを受けた。レアル・マドリードに移籍して以来5度目の退場処分であり、175試合にしてイエロの持つ退場数のクラブ記録と並んでしまった。
12月15日のレアル・サラゴサ戦にラモスは右足靭帯を負傷して出場することが出来なかったが、右サイドバックでアルバロ・アルベロアを起用したジョゼ・モウリーニョが「アルベロアはレギュラーとなる予定だった。彼は右サイドバックのポジションを勝ち取っていたんだ。この決定にセルヒオの負傷は関係していない」と発言。モウリーニョとの確執がメディアで騒がれた が、本人が会長と面談して監督批判をしていないと否定したほか、ツイッターにも「何かしらの亀裂が生じていると誰かが言ったとしても、それは嘘だ。偉大なグループ、偉大な団結がここにはある」と書いてチーム内不和を完全に否定した。
2011年4月20日のコパ・デル・レイ決勝ではセンターバックとして出場し、1-0で優勝した。その優勝パレードの最中、優勝カップをバスから落とし、そのまま優勝カップはバスに轢かれ大破してしまった。
2011-12シーズンはリカルド・カルヴァーリョの負傷などもあって主にセンターバックとしてプレーし、チームの4シーズンぶりの優勝に貢献した。同シーズンのUEFAチャンピオンズリーグ準決勝バイエルン・ミュンヘン戦において、2試合合計3-3でのPK戦となった際に4人目のキッカーを務めた。しかし、1人目であったクリスティアーノ・ロナウド、2人目のカカと同じくPKに失敗し、レアル・マドリードは準決勝で姿を消した。
2013-14シーズンもリーガ・エスパニョーラでは4ゴールと相変わらずの得点力を示した。UEFAチャンピオンズリーグでは準決勝のバイエルン・ミュンヘン戦では、フースバル・アレナ・ミュンヘンで前半に立て続けに2得点を記録して勝利を大きく引き寄せ、アトレティコ・マドリードとの決勝では、1点を追う後半のアディショナルタイム3分にルカ・モドリッチのコーナーキックにヘディングで合わせて同点に追いついた。チームを敗戦の危機から救い、クラブのラ・デシマ（10度目のチャンピオンズリーグ制覇）に貢献した。決勝では、ファンの選ぶ最優秀選手となった。
2014年のFIFAクラブワールドカップでは、守備面での貢献に加えクルス・アスル戦、サン・ロレンソ戦でセットプレーから先制点を奪い、得点王になると共に ゴールデンボールを受賞した。
2015年夏にイケル・カシージャスがFCポルトへ移籍したことにより、2015-16シーズンからはキャプテンを務める。キャプテン就任直後、「子供の頃からキャプテンになることを夢見ていた。今、その夢が実現した」と語った。また移籍も噂されたが2015年8月17日にレアル・マドリードとの契約を2020年まで延長したと正式に発表した。自身2度目となるUEFAチャンピオンズリーグの決勝ではチャンピオンズリーグ決勝での2試合連続ゴールとなる先制点を奪い、PK戦でも第4キッカーを務めた。同試合ではMVPに選出され、キャプテン就任後初トロフィーとなるビッグイヤーを掲げた。チャンピオンズリーグにおいて異なる2つの決勝戦で得点を挙げた史上5人目の選手となり、DFとしては初の快挙となる。
2016-17シーズン、2016年9月10日のオサスナ戦で今シーズンのリーグ戦初得点を記録したことで、リーガ・エスパニョーラタイ記録となるDFとしての13シーズン連続ゴールを記録した。2017年3月7日、チャンピオンズリーグのSSCナポリ戦ではコーナーキックから得点を決めた。

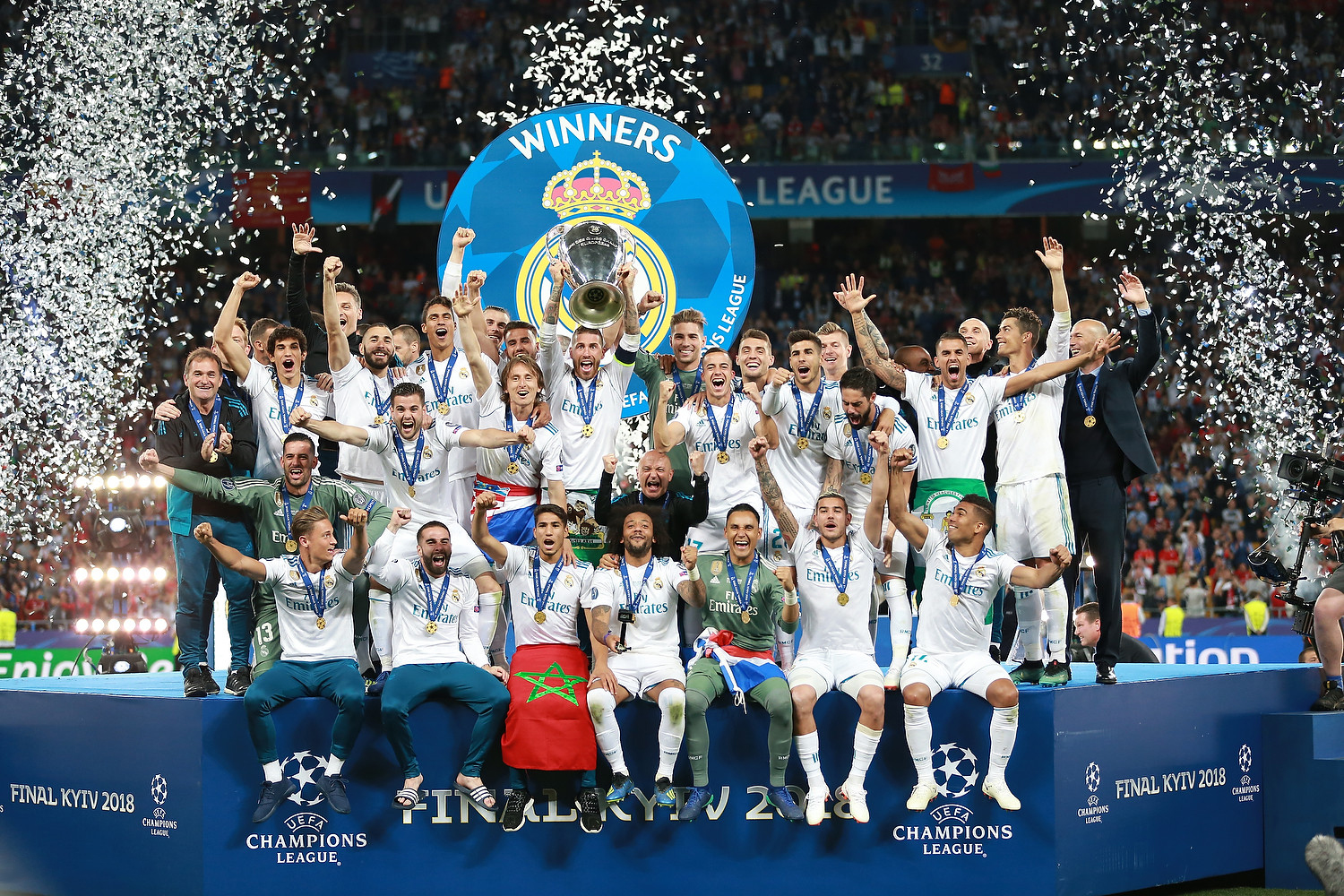
ビッグイヤーを掲げてチャンピオンズリーグ3連覇を祝福するラモス（中央）

2017-18シーズンのリーガ第12節、アトレティコ・マドリードとのマドリードダービーではリュカ・エルナンデスとの接触により鼻骨を骨折したが、プジョルの助言もありその後の試合はフェイスガードを着用してプレーした。同シーズンのUEFAチャンピオンズリーグでも存在感を見せ史上初の3連覇に貢献したが、決勝の前半31分にモハメド・サラーのドリブルを止める際にサラーを負傷させたプレーはリヴァプールFCやエジプト代表のファンをはじめ多くの非難を浴びた。この批判に対しラモス本人は「それを負けた理由にしたいのだろう」と痛烈に反論した。
2018-19シーズン、2019年2月10日に行われたリーガ23節のアトレティコ・マドリード戦でPKからシーズン11得点目を決め、自身のシーズン最多得点を更新した。3日後の2月13日、チャンピオンズリーグのアヤックス戦に出場し、レアル・マドリードでの公式戦600試合出場を果たした。アヤックスに敗退した後、レアル・マドリード会長のフロレンティーノ・ペレスと衝突したことから退団が噂されたが、シーズン終了後の5月30日に記者会見を開き、残留を宣言した。
2019-20シーズン、2月26日、UEFAチャンピオンズリーグのマンチェスター・シティFC戦1stレグで後半41分にガブリエウ・ジェズスを倒して退場処分となり、エドガー・ダーヴィッツとズラタン・イブラヒモヴィッチに並びチャンピオンズリーグ史上最多タイとなる通算4度目の退場処分となった。6月14日のエイバル戦でエデン・アザールのアシストからゴールを決め、ラ・リーガ通算68ゴールとし、DF登録の選手としてはこれまでロナルド・クーマンが保持していた最多ゴール数に並ぶと、24日のマジョルカ戦でPKによるゴールを決めて、リーグ戦通算69ゴールとして、最多ゴール記録を更新した、リーグ最終節のレガネス戦で650試合出場を達成、シーズン11点目のゴールも決めた。新型コロナウイルスによる影響で中断後、再開したリーグ戦では10試合で6ゴールを挙げるなど、これまでのキャリアで最多の11ゴールを決め、3シーズン振りのリーグ制覇に貢献した。このリーグタイトルによりレアル・マドリードでの総獲得タイトルを22とし、マノーロ・サンチスの21タイトルを超えレアル・マドリード史上最多タイトル獲得選手となった。
2020-21シーズン、2020年11月3日、チャンピオンズリーグのグループステージ、インテル戦でゴールを決め、レアル・マドリードでの通算100ゴールを達成した。しかしながらこのシーズンは度重なる怪我や手術、新型コロナウイルス陽性などもあり、21試合の出場にとどまった。クラブも無冠に終わり、ラモスはシーズン終了後、自身のSNS上で「めちゃくちゃな数ヶ月とキャリアで経験したことがないようなシーズン」と表現している。2021年6月16日、16年在籍したレアル・マドリードの退団を発表、翌17日に退団セレモニーが執り行われた。その席で退団理由について、レアル・マドリード側は原則として30歳を超えた選手には1年契約しか提示しない方針で、それは功労者であるラモスに対しても同様だったが、ラモス自身は2年契約を要求して交渉は平行線を辿っていた。最終的にラモスはレアル・マドリード側が提示した減俸した1年契約という条件を受け入れることにしたが、その時には既にオファーの回答期限が過ぎており、ラモス自身は期限があることを知らなかったと主張した。

### パリ・サンジェルマン
2021年7月8日、パリ・サンジェルマンFCと2年契約を締結したことが発表された。背番号はレアル・マドリードでも着用した4番。しかし、開幕から負傷やコンディション不良などで欠場が続き、11月29日に行われたリーグ・アン第15節のASサンテティエンヌ戦でPSGデビューを果たした。
2023年6月2日、パリ・サンジェルマンFCの退団を発表。自身のSNSで「全ての大会でプレーし、全力を尽くすことができた特別な2年間をありがとう」などと記し、その上で「新しいチャレンジに立ち向かい、他のユニホームも着る」という記述もあり、現役は続行する意向を述べている。DFとして2度のリーグ優勝に貢献した。

### セビージャ復帰
2023年9月4日、古巣のセビージャFCに加入し、18年ぶりに復帰を果たした。10代でのレアル・マドリード移籍や、過去の試合中ラモスに罵声を浴びせていたセビージャのサポーターに向けて挑発行為を行ったことなどがあり一部サポーターはこの移籍に否定的であり、ラモスも「クラブを離れてから18年間、僕は間違いを犯した」と謝罪した。
11月29日に行われたUEFAチャンピオンズリーグPSVアイントホーフェン戦でラモスが決めた移籍後初ゴールとなる先制点が大会通算1万得点目となった。2025年6月17日、セビージャを退団することが発表された。

### モンテレイ
2025年2月6日、CFモンテレイに加入した。

## 代表経歴
2004年、U-19スペイン代表に選出されUEFA U-19欧州選手権優勝を経験。同年、U-21スペイン代表としても6試合の公式戦に出場した。
2005年3月26日、中国との親善試合でスペイン代表デビューし、過去55年での最年少出場記録を更新した。この記録はその後、セスク・ファブレガスが更新している。デビュー戦の7ヶ月後のサンマリノ戦で代表初得点を含む2得点を決め、6-0で快勝した。クラブでチームメイトのサルガドに代わって代表に定着すると、2006 FIFAワールドカップでは右サイドバックのレギュラーを務めた。

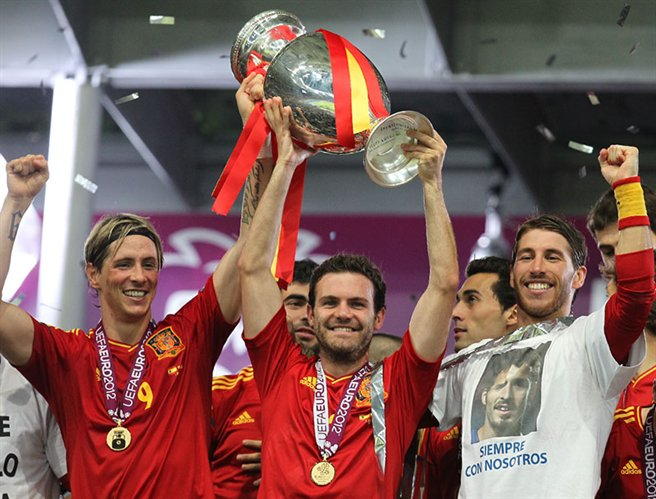
プエルタの写真がプリントされたシャツを着用してEURO2012優勝を祝福するラモス（右）

2007年8月に親友のアントニオ・プエルタが亡くなってからは、プエルタが代表デビューした際の背番号15を着用している。UEFA EURO 2008予選では11試合に出場して2得点し、スウェーデンを抑えての本大会出場を決めた。オーストリアとスイスで共催された本大会では攻守両面にて質の高いプレーを見せ、ドイツとの決勝戦ではルーカス・ポドルスキを抑え込んだ。優勝決定後には、アントニオ・プエルタの顔写真と「いつも一緒に」というメッセージが描かれたTシャツを着て優勝を祝った。試合終了のホイッスルと共に蹴り上げられたボールを持ち帰ったため、決勝戦で使用されたボールのうちの1つは現在彼が所有している。
2009年のFIFAコンフェデレーションズカップ2009にもレギュラー右サイドバックとして臨んだが、準決勝でアメリカに敗れて3位に終わった。その後の韓国戦では初めて代表キャプテンを務めた。2010 FIFAワールドカップ・南アフリカ大会では全ての試合に右サイドバックとして先発出場して優勝に貢献し、FIFA選出のベストイレブンに選ばれた。大会参加選手中もっとも多くのシュートを放ったディフェンダーであった。優勝セレモニーでは記念ユニフォームの上にプエルタへのメッセージが書かれたシャツを重ね着し、「この優勝は亡きアントニオ・プエルタに捧げる」とのコメントを残した。また、大会スポンサーであるカストロールが選んだ大会最優秀選手に選ばれた。南アフリカW杯後、ユニセフの親善大使の一環として視察のためセネガルを訪れた。
UEFA EURO 2012予選のリトアニア戦で、スペイン代表70試合出場の最年少記録を達成した。EURO 2012本戦ではジェラール・ピケとセンターバックのコンビを組み、スペインの優勝に貢献。大会優秀選手に選ばれ、カストロールEDGEインデックスにおいて最優秀選手となった。

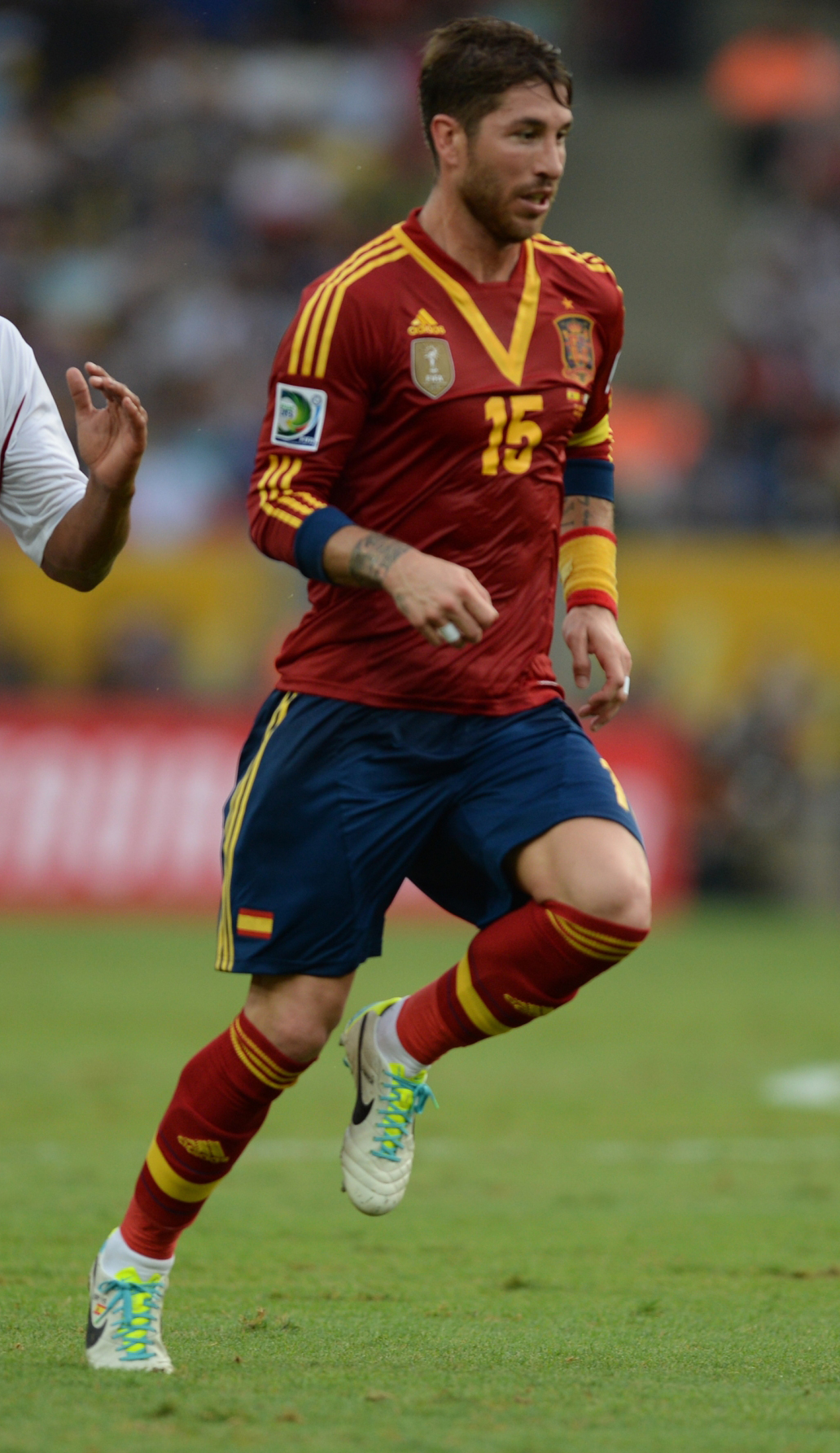
FIFAコンフェデレーションズカップでのラモス（2013年）

2013年3月のフィンランド戦で、代表史上最年少での100試合出場を達成し、自身も1得点したが、試合には引き分けた。
2014 FIFAワールドカップ・ブラジル大会においてはグループリーグ3試合すべてにフル出場し、オーストラリア戦ではキャプテンを務めた。しかしスペインは1勝2敗でグループリーグ突破はならず、大会を後にした。
UEFA EURO 2016以降において、イケル・カシージャスではなくダビド・デ・ヘアがスターティングメンバーとして起用されるようになってからはスペイン代表でもキャプテンを務めた。
UEFA EURO 2020予選のフェロー諸島戦で通算122試合目の勝利となり、代表最多勝利数の世界記録を更新した。2019年10月12日、ノルウェー戦で代表通算168試合目の出場を果たし、カシージャスの持つスペイン代表最多キャップを更新した。
2020年9月6日のUEFAネーションズリーグ2020-21、ウクライナ戦で2得点を挙げ、通算23得点でアルフレッド・ディ・ステファノと並ぶスペイン代表の得点ランキング8位タイとなった。11月14日のネーションズリーグ、スイス戦ではジャンルイジ・ブッフォンを超え欧州最多となる178試合出場を達成したが、同試合ではそれまで25本連続で成功していたPKを2本連続で失敗した。
2021年3月31日の2022年ワールドカップ予選、コソボ戦で180試合出場を達成した。しかしながらコソボ戦はエリック・ガルシアとの交代による後半86分からの出場であり、また前節ジョージア戦は出場しなかった。2試合連続でスターティングメンバーから外れたのは2005年以来となる。その後、5月に発表されたUEFA EURO 2020本戦のメンバーからも落選し大きな話題になった。ルイス・エンリケ監督はレアル・マドリードでの度重なる怪我により2021年に入ってから公式戦5試合の出場にとどまっていることを挙げ、ラモスは「この国を代表できないのは辛いが、みんなに大きな声援を送る」と語った。
2022年11月11日、2022 FIFAワールドカップ・カタール大会に臨むメンバーから落選。その日のうちにチームメイトでカタールW杯のモロッコ代表に選ばれたアクラフ・ハキミは自身のTwitterを更新し、「セルヒオ・ラモスは世界最高のディフェンダーだ」と強調した。
2023年2月23日、スペイン代表の新監督ルイス・デ・ラ・フエンテから今後代表チームには召集しないことを告げられたことを受けて、スペイン代表からの引退を表明した。

## プレースタイル
セルヒオ・ラモスはフィジカル、スピード、予測、タックル、戦術眼、攻撃参加した味方のカバーに加え、セットプレー、ボールコントロール、ロングフィード、ヘディングでの強さ等攻守双方において優れた能力を併せ持つ。特に高いスピード、跳躍力、アジリティによってオープンスペースだけでなくゴール前での空中戦やクイックなアタッカーとの地上戦においても強みを発揮する。
プロ入り前にはストライカーとしてプレーしていたため得点力が高く、レアル・マドリード移籍後の4シーズンで20ゴール以上を挙げており、ラ・リーガのDF登録選手としては歴代最多ゴール記録を保持している。レアル・マドリードのアシスタントコーチを務めていたパウロ・カンポスは、イケル・カシージャスやロナウド、デビッド・ベッカムらとの居残り練習によって得点力が高められたと語っている。レアル・マドリードにおいてクリスティアーノ・ロナウドの移籍後はPKキッカーも務め、非常に高い成功率を誇る。ラモスはPKを蹴る際に助走に入った時からボールを全く見ずに相手ゴールキーパーの動きだけを注視し、ボールを蹴る直前にキーパーの動いた方向と逆にボールを蹴っている。スペイン紙のマルカは「キーパーがピクリと動いただけでも、ゴールを決めるためにどこにボールを蹴るべきなのかがラモスには分かる。シンプルに見えるが、とても勇気のいるやり方」と称賛している。ラモスはPKのプレッシャーに対し「最大の緊張の瞬間は、僕が最も快適さを感じる瞬間であり、僕はその責任を負うのに理想的な人間だと思う」とコメントしている。
カルロ・アンチェロッティは、「個性、技術、ピッチ内外でのリーダーシップ。マルディーニが持っていたもの全てを兼ね備えている」とかつて指導したマルディーニと比較して称賛、ファビオ・カンナヴァーロやフランコ・バレージの名前を挙げた上で「クオリティを考慮するならば、ラモスは最も完璧なDFだ。個性、技術、身体能力、統率力など全ての能力を有している。」と語った。守備を統率する能力はフランツ・ベッケンバウアーと比較されることもある。キエッリーニはそのリーダーシップや存在感などを高く評価する一方、サラーを負傷させた例を挙げ、時に故意に相手選手に怪我をさせると批判している。
一方でファールによる退場も多くリーガ史上最多の退場記録保持者であるとともにUEFAチャンピオンズリーグでも被イエローカード数が史上最多となるなど、カードコレクターとしても知られている。ただし、スペイン代表では一度も退場処分を受けていない。

## 人物
- セビージャFCの下部組織出身であり、セビージャ出身であることに誇りを感じている[76]。フロレンティーノ・ペレス第1期政権下で獲得された初めてのスペイン人選手であり[92]、唯一のスペイン人選手だった。19歳だったラモスに巨額の投資をしたペレス会長には恩義を感じており、「できればペレス会長のためにもっと働きたい」と語り、ペレスが会長復帰を懸けた2009年の選挙戦の際は支持を表明した[93]。

- 同じくセンターバック、サイドバックの両ポジションでプレーしていたパオロ・マルディーニからは引退前に後継者として指名され[94]、マルディーニと同じくACミランのレジェンドDFであるフランコ・バレージは「ほかのDFとは異なる能力がある。強い個性を持った世界屈指のDF」と賞賛、特にラモスのセンターバックとしてのプレーを高く評価した[95]。ラモス自身も、手本としていた選手としてフェルナンド・イエロのほかにマルディーニの名前を挙げている[96]。

- ピッチ内では闘将として激しいプレーで味方を鼓舞し、ピッチ外ではスポークスマンを務めメディアに反論し続ける[83]。チームに与える影響も大きく、マルカ紙はラモス不在時にレアル・マドリードの勝率が下がる点を指摘している[97]。

- フラメンコや闘牛、ファッションを好み、サッカー以外にもテニスやゴルフを楽しんでいる[76]。馬好きでも知られ、アンダルシア州では飼育場を所有している。なお、ラモスが飼育している馬の一頭であるシレンシオ・デ・ラモスは、2016年に同州のチャンピオンになった[98]。

- 2014年5月6日、恋人との間に第一子となる男児が生まれ[99]、その後も計3人の子供を儲けた。2019年6月、セビリアの大聖堂で式を挙げた[100]。

- ナイキとスポンサー契約を結んでいたが、2016年夏に発表された「エリートパック」（ナイキが選定した11人の選手のみが着用できるスパイクモデル）に選ばれなかったことに激怒し、黒塗りのスパイクを履いていた[101]。別ブランドへの乗り換えも噂されたが、11月にナイキとの契約更新が発表され、それ以降は黒塗りされていない通常のスパイクを着用している[102]。その後2020年末にアディダス、パリ・サンジェルマンに移籍した2021年夏からミズノのスパイクを履いていたが、2022年2月に正式にミズノとアンバサダー契約を締結した[103]。

- 体中の至る所にタトゥーを入れている。右足脹脛にFIFAワールドカップトロフィーを、左足脹脛にはUEFAチャンピオンズリーグトロフィーのタトゥーをそれぞれ入れているほか、左耳の後ろには狼の漢字を入れている[104][105]。

## 個人成績
| クラブ             | シーズン     | リーグ       | リーグ戦 | リーグ戦 | カップ戦 | カップ戦 | 国際大会 | 国際大会 | その他 | その他 | 合計 | 合計 |
| クラブ             | シーズン     | リーグ       | 出場     | 得点     | 出場     | 得点     | 出場     | 得点     | 出場   | 得点   | 出場 | 得点 |
| ------------------ | ------------ | ------------ | -------- | -------- | -------- | -------- | -------- | -------- | ------ | ------ | ---- | ---- |
| セビージャ         | 2003-04      | プリメーラ   | 7        | 0        | 0        | 0        | 0        | 0        | 0      | 0      | 7    | 0    |
| セビージャ         | 2004-05      | プリメーラ   | 31       | 2        | 5        | 0        | 6        | 1        | 0      | 0      | 42   | 3    |
| セビージャ         | 2005-06      | プリメーラ   | 1        | 0        | 0        | 0        | 0        | 0        | 0      | 0      | 1    | 0    |
| セビージャ         | 通算         | 通算         | 39       | 2        | 5        | 0        | 6        | 1        | 0      | 0      | 50   | 3    |
| レアル・マドリード | 2005-06      | プリメーラ   | 33       | 4        | 6        | 1        | 7        | 1        | 0      | 0      | 46   | 6    |
| レアル・マドリード | 2006-07      | プリメーラ   | 33       | 5        | 3        | 0        | 6        | 1        | 0      | 0      | 42   | 6    |
| レアル・マドリード | 2007-08      | プリメーラ   | 33       | 5        | 3        | 0        | 7        | 0        | 2      | 1      | 45   | 6    |
| レアル・マドリード | 2008-09      | プリメーラ   | 32       | 4        | 0        | 0        | 8        | 1        | 2      | 1      | 42   | 6    |
| レアル・マドリード | 2009-10      | プリメーラ   | 33       | 4        | 0        | 0        | 7        | 0        | 0      | 0      | 40   | 4    |
| レアル・マドリード | 2010-11      | プリメーラ   | 31       | 3        | 7        | 1        | 8        | 0        | 0      | 0      | 46   | 4    |
| レアル・マドリード | 2011-12      | プリメーラ   | 34       | 3        | 4        | 0        | 11       | 1        | 2      | 0      | 51   | 4    |
| レアル・マドリード | 2012-13      | プリメーラ   | 26       | 4        | 3        | 0        | 9        | 1        | 2      | 0      | 40   | 5    |
| レアル・マドリード | 2013-14      | プリメーラ   | 32       | 4        | 8        | 0        | 11       | 3        | 0      | 0      | 51   | 7    |
| レアル・マドリード | 2014-15      | プリメーラ   | 27       | 4        | 2        | 1        | 8        | 0        | 5      | 2      | 42   | 7    |
| レアル・マドリード | 2015-16      | プリメーラ   | 23       | 2        | 0        | 0        | 10       | 1        | 0      | 0      | 33   | 3    |
| レアル・マドリード | 2016-17      | プリメーラ   | 28       | 7        | 3        | 1        | 11       | 1        | 2      | 1      | 44   | 10   |
| レアル・マドリード | 2017-18      | プリメーラ   | 26       | 4        | 1        | 0        | 11       | 1        | 4      | 0      | 42   | 5    |
| レアル・マドリード | 2018-19      | プリメーラ   | 28       | 6        | 6        | 3        | 5        | 0        | 3      | 2      | 42   | 11   |
| レアル・マドリード | 2019-20      | プリメーラ   | 35       | 11       | 2        | 0        | 5        | 2        | 2      | 0      | 44   | 13   |
| レアル・マドリード | 2020-21      | プリメーラ   | 15       | 2        | 0        | 0        | 5        | 2        | 1      | 0      | 21   | 4    |
| レアル・マドリード | 通算         | 通算         | 469      | 72       | 48       | 7        | 129      | 15       | 25     | 7      | 671  | 101  |
| PSG                | 2021-22      | リーグ・アン | 12       | 2        | 1        | 0        | 0        | 0        | 0      | 0      | 13   | 2    |
| PSG                | 2022-23      | リーグ・アン | 33       | 2        | 3        | 1        | 8        | 0        | 1      | 1      | 45   | 4    |
| PSG                | 通算         | 通算         | 45       | 4        | 4        | 1        | 8        | 0        | 1      | 1      | 58   | 6    |
| セビージャ         | 2023-24      | プリメーラ   | 28       | 3        | 4        | 2        | 5        | 2        | 0      | 0      | 37   | 7    |
| セビージャ         | 通算         | 通算         | 28       | 3        | 4        | 2        | 5        | 2        | 0      | 0      | 37   | 7    |
| キャリア通算       | キャリア通算 | キャリア通算 | 536      | 77       | 61       | 10       | 148      | 18       | 31     | 9      | 758  | 111  |

| クラブ                   | シーズン     | リーグ       | リーグ戦 | リーグ戦 | 合計 | 合計 |
| クラブ                   | シーズン     | リーグ       | 出場     | 得点     | 出場 | 得点 |
| ------------------------ | ------------ | ------------ | -------- | -------- | ---- | ---- |
| セビージャ・アトレティコ | 2002-03      | セグンダB    | 1        | 0        | 1    | 0    |
| セビージャ・アトレティコ | 2003-04      | セグンダB    | 25       | 2        | 25   | 2    |
| キャリア通算             | キャリア通算 | キャリア通算 | 26       | 2        | 26   | 2    |

## 代表歴

### 出場大会
- U-19スペイン代表

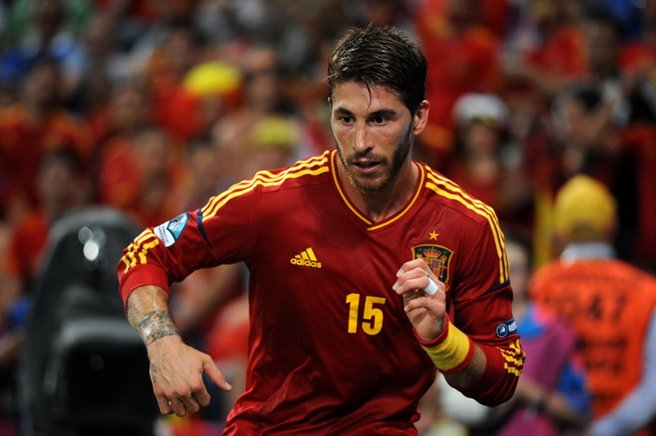
UEFA EURO 2012フランス戦でのラモス

  - UEFA U-19欧州選手権（2004年、優勝）
- スペイン代表
  - 2006 FIFAワールドカップ（2006年）
  - UEFA EURO 2008（2008年、優勝）
  - FIFAコンフェデレーションズカップ2009（2009年）
  - 2010 FIFAワールドカップ（2010年、優勝）
  - UEFA EURO 2012（2012年、優勝）
  - 2014 FIFAワールドカップ（2014年）
  - UEFA EURO 2016（2016年）
  - 2018 FIFAワールドカップ（2018年）
  - UEFAネーションズリーグ2018-19（2018年）
  - UEFAネーションズリーグ2020-21（2020年）

### 試合数
- 国際Aマッチ 180試合 23得点（2005年-2021年）[106][107]

| スペイン代表 | 国際Aマッチ | 国際Aマッチ |
| 年           | 出場        | 得点        |
| ------------ | ----------- | ----------- |
| 2005         | 7           | 2           |
| 2006         | 13          | 0           |
| 2007         | 10          | 2           |
| 2008         | 15          | 0           |
| 2009         | 11          | 0           |
| 2010         | 16          | 1           |
| 2011         | 10          | 1           |
| 2012         | 16          | 2           |
| 2013         | 17          | 1           |
| 2014         | 9           | 1           |
| 2015         | 6           | 0           |
| 2016         | 10          | 0           |
| 2017         | 9           | 3           |
| 2018         | 12          | 4           |
| 2019         | 9           | 4           |
| 2020         | 8           | 2           |
| 2021         | 2           | 0           |
| 通算         | 180         | 23          |

### 得点
| #   | 開催年月日     | 開催地                                         | 対戦国             | スコア | 結果 | 試合概要                                |
| --- | -------------- | ---------------------------------------------- | ------------------ | ------ | ---- | --------------------------------------- |
| 1.  | 2005年10月13日 | セラヴァッレ、オリンピコ                       | サンマリノ         | 0–3    | 0–6  | 2006 FIFAワールドカップ・ヨーロッパ予選 |
| 2.  | 2005年10月13日 | セラヴァッレ、オリンピコ                       | サンマリノ         | 0–4    | 0–6  | 2006 FIFAワールドカップ・ヨーロッパ予選 |
| 3.  | 2007年10月13日 | オーフス、アトレティオン                       | デンマーク         | 0–2    | 1–3  | UEFA EURO 2008予選                      |
| 4.  | 2007年11月17日 | マドリード、サンティアゴ・ベルナベウ           | スウェーデン       | 3–0    | 3–0  | UEFA EURO 2008予選                      |
| 5.  | 2010年3月3日   | サン＝ドニ、スタッド・ド・フランス             | フランス           | 0–2    | 0–2  | 親善試合                                |
| 6.  | 2011年9月6日   | ログローニョ、ラス・ガウナス                   | リヒテンシュタイン | 4–0    | 6–0  | UEFA EURO 2012予選                      |
| 7.  | 2012年10月16日 | マドリード、ビセンテ・カルデロン               | フランス           | 1–0    | 1–1  | 2014 FIFAワールドカップ・ヨーロッパ予選 |
| 8.  | 2012年11月14日 | パナマ市、ロンメル・フェルナンデス             | パナマ             | 0–4    | 1–5  | 親善試合                                |
| 9.  | 2013年3月22日  | ヒホン、エル・モリノン                         | フィンランド       | 1–0    | 1–1  | 2014 FIFAワールドカップ・ヨーロッパ予選 |
| 10. | 2014年9月8日   | バレンシア、メスタージャ                       | 北マケドニア       | 1–0    | 5–1  | UEFA EURO 2016予選                      |
| 11. | 2017年9月5日   | ファドゥーツ、ラインパーク・シュタディオン     | リヒテンシュタイン | 0–1    | 0–8  | 2018 FIFAワールドカップ・ヨーロッパ予選 |
| 12. | 2017年11月14日 | サンクトペテルブルク、ガスプロム・アリーナ     | ロシア             | 0–2    | 3–3  | 親善試合                                |
| 13. | 2017年11月14日 | サンクトペテルブルク、ガスプロム・アリーナ     | ロシア             | 2–3    | 3–3  | 親善試合                                |
| 14. | 2018年9月11日  | エルチェ、マルティネス・バレーロ               | クロアチア         | 5-0    | 6-0  | UEFAネーションズリーグ2018-19           |
| 15. | 2018年10月11日 | カーディフ、ミレニアム・スタジアム             | ウェールズ         | 0-3    | 1-4  | 親善試合                                |
| 16. | 2018年10月15日 | セルビア、エスタディオ・ベニート・ビジャマリン | イングランド       | 2-3    | 2-3  | UEFAネーションズリーグ2018-19           |
| 17. | 2018年11月16日 | ザグレブ、スタディオン・マクシミール           | クロアチア         | 2-2    | 2-3  | UEFAネーションズリーグ2018-19           |
| 18. | 2019年3月23日  | メスタージャ、エスタディオ・デ・メスタージャ   | ノルウェー         | 2-0    | 2-1  | UEFA EURO 2020予選                      |

## タイトル

### クラブ
レアル・マドリード

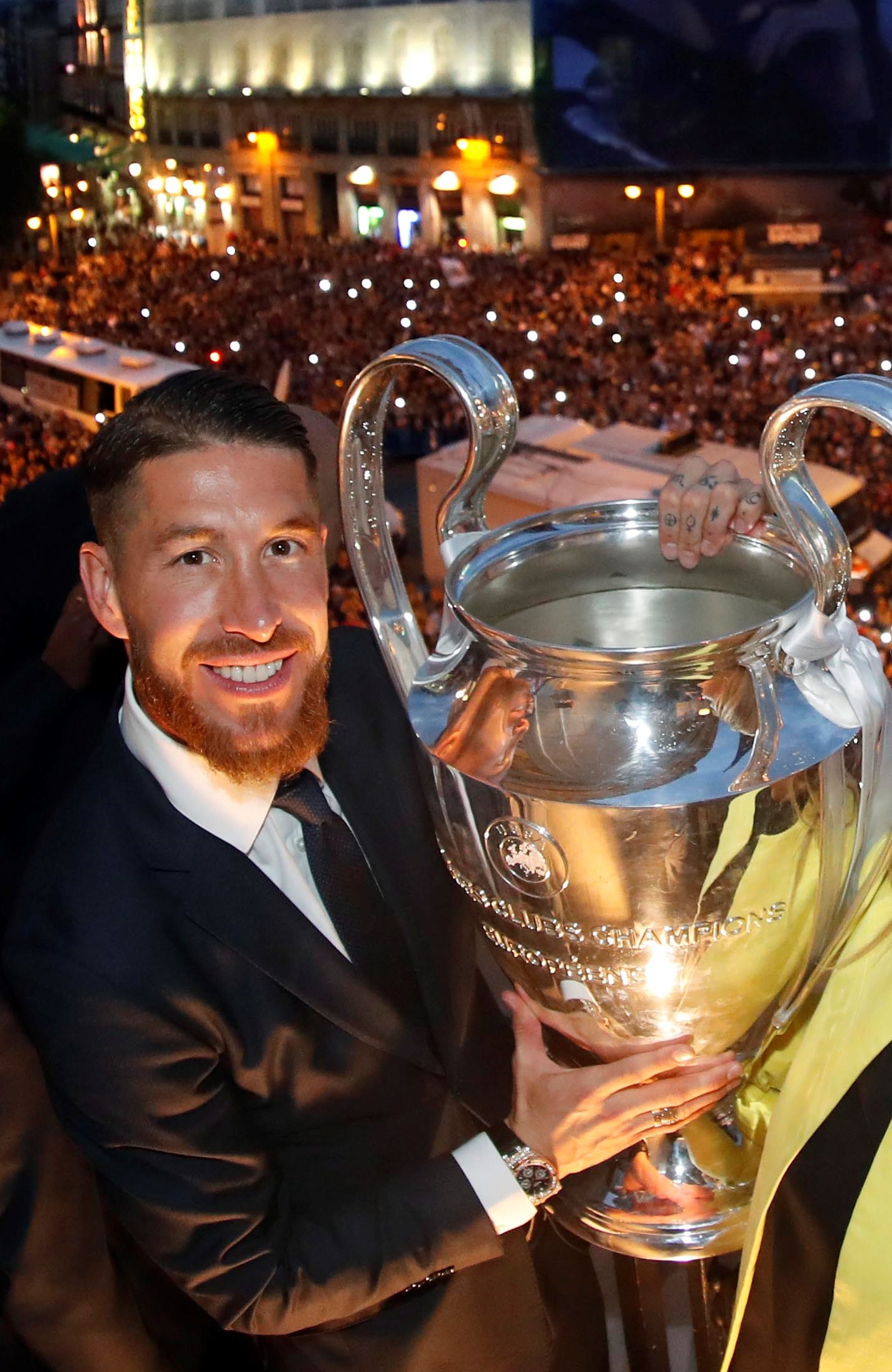
ビッグイヤーを掲げるラモス（2016年）

- プリメーラ・ディビシオン：5回 (2006-07, 2007-08, 2011-12, 2016-17, 2019-20)
- コパ・デル・レイ：2回 (2010-11, 2013-14)
- スーペルコパ・デ・エスパーニャ：4回 (2008, 2012, 2017, 2019)
- UEFAチャンピオンズリーグ：4回 (2013-14, 2015-16, 2016-17, 2017-18)
- UEFAスーパーカップ：3回 (2014, 2016, 2017)
- FIFAクラブワールドカップ：4回 (2014, 2016, 2017, 2018)

PSG
- リーグ・アン：2021-22, 2022-23
- トロフェ・デ・シャンピオン：2022

### 代表
U-19スペイン代表
- UEFA U-19欧州選手権：2004

スペイン代表
- UEFA EURO：2回 (2008, 2012)
- FIFAワールドカップ：2010

### 個人
- リーグ最優秀新人選手：2004-05
- ESMチーム・オブ・ザ・イヤー：4回 (2007-08, 2011-12, 2014-15, 2016-17)
- UEFAチーム・オブ・ザ・イヤー：9回 (2008, 2012, 2013, 2014, 2015, 2016, 2017, 2018, 2020)
- FIFproワールドイレブン：11回 (2008, 2011, 2012, 2013, 2014, 2015, 2016, 2017, 2018, 2019, 2020)
- FIFAワールドカップ ベストイレブン：2010
- リーガ・エスパニョーラ 最優秀DF：4回 (2012, 2013, 2014, 2015)
- EURO UEFA選定大会優秀選手：2012
- EURO カストロールEDGEインデックス：2012
- FIFAクラブワールドカップ ゴールデンボール：2014
- FIFAクラブワールドカップ 得点王：2014
- UEFAチャンピオンズリーグ最優秀DF：2回 (2016-17, 2017-18)